# Runggye Adak
Runggye Adak (aussi appelé Rongye Adak et Runggye Adrak) est un nomade tibétain né en 1955 qui a été arrêté et inculpé pour subversion de l'État contre la république populaire de Chine après avoir fait une série de déclarations publiques à caractère politique lors d'un festival dans le Kham (Tibet de l'Est), le 1er août 2007. Condamné à 8 ans de prison, il est libéré de sa prison à l'issue de la peine.

## Biographie
Runggye Adak, personnalité respectée et père de onze enfants, est un natif de Yonru Kharshul, un village situé près de Litang dans la région tibétaine du Kham, actuelle préfecture autonome tibétaine de Garzê. Il a saisi le microphone pendant un discours à l'occasion d'un festival de course de chevaux à Lithang, et a appelé au retour du Dalai Lama et la libération de Gedhun Choekyi Nyima, reconnu comme le panchen-lama actuel, et de Tenzin Delek Rinpoché, un lama de Lithang qui a été condamné à la prison à vie pour un prétendu engagement terroriste. Runggye Adak a été arrêté immédiatement. Une protestation spontanée des populations locales qui exigeaient sa libération a duré plusieurs jours avant d'être dispersée sous la menace par la police anti-émeute. 
L'Associated Press a rapporté que de nombreuses personnes ont été arrêtées à la suite de la protestation de Runggye Adak. Trois neveux de Runggye Adak furent arrêtés, l'attention de la police s'est focalisée sur Adruk Lopoe, un moine du monastère de Litang.
Le 27 août, les procureurs ont accusé Runggye Adak de « provocation visant à corrompre le pouvoir de l'État." Le 29 octobre 2007, il a été inculpé par le Tribunal populaire Intermédiaire de Kardzé de quatre « crimes » allant de l'interruption d'adhésion à la loi pour déclarer la subversion et par la suite (le 20 novembre) condamné à huit années d'emprisonnement avec la privation de droits politiques pendant quatre ans. En 2014, il a effectué une grève de la faim de 33 jours en prison pour protester contre le traitement des prisonniers politiques par les autorités, et a été emmené à l'hôpital. Il est libéré après 8 ans de prison le 31 juillet 2015 de la prison de Mianyang, au nord de Chengdu, une prison qui comporte 40 prisonniers tibétains selon Atruk Tseten, un membre du parlement tibétain en exil et neveu de Ronggye Adak